# براين كيرنيغان
براين ويلسون كيرنيغان (بالإنجليزية: Brian Wilson Kernighan)‏ (ولد في 1 يناير 1942) هو عالم حاسوب كندي، عمل في مختبرات بل إلى جانب مطوري نظام يونكس كين تومسن ودينيس ريتشي وساهم في تطوير نظام يونكس. وشارك أيضا في تأليف لغتي البرمجة أوك و AMPL. منذ عام 2000 كان براين كيرنيغان أستاذا في قسم علوم الحاسوب في جامعة برينستون.
اسم كيرنيغان أصبح معروفاً على نطاق واسع من خلال مشاركته في تأليف أول كتاب عن لغة السي مع دينيس ريتشي. وأكد كيرنيغان أنه لم يكن له أي دور في تصميم لغة السي وقال: («إنها كليا من عمل دينيس ريتشي»). كما أنه قام بتأليف العديد من برمجيات يونكس، من ضمنها برنامج ditroff.

## النشأة والتعليم
ولد كيرنيغان في مدينة تورنتو والتحق بجامعة تورنتو بين عامي 1960 و 1964 ونال درجة البكالوريوس في الهندسة الفيزيائية. حصل على درجة الدكتوراه في الهندسة الكهربائية من جامعة برينستون.

## ملخص الإنجازات
- لغة البرمجة AMPL.
- لغة البرمجة أوك بالتعاون مع (ألفرد أهو) و (بيتر اينبرغر).
- لغة البرمجة راتفور.
- كتاب عناصر أسلوب البرمجة بالتعاون مع بي جيه بلوجير.
- كتاب «لغة البرمجة سي» بالتعاون مع مطور لغة السي دينيس ريتشي، أول كتاب عن لغة السي.
- كتاب «ممارسة البرمجة» مع روب بايك.

## وصلات خارجية
- براين كيرنيغان على موقع إن إن دي بي (الإنجليزية)
- صفحته الرئيسية في جامعة برنستون.
- صفحته الرئيسية في مختبرات بل.
- مقابلة مع براين كيرنيغان.